# Menig 67
Menig 67 er en dokumentarfilm fra 1963 instrueret af Henning Ørnbak efter manuskript af Hans Hansen.

## Handling
Kravene til de menige under kampøvelser.